# Lliga de la Justícia
La Lliga de la Justícia (en anglès: Justice League of America o JLA), és un equip de personatges de ficció de còmic compost pels principals superherois de l'Univers DC. Va aparèixer per primera vegada a The Brave and the Bold número 28 publicat el 29 de desembre de 1959 (amb data de portada març de 1960). Després de dues aparicions a la sèrie, van passar a protagonitzar el seu propi títol a partir del 25 d'agost de 1960, amb data de portada octubre-novembre de 1960. L'equip va ser concebut per l'escriptor Gardner Fox com un renaixement de la Justice Society of America, un equip similar de DC Comics de la dècada de 1940 que s'havia suspès a causa d'una disminució de les vendes.
La Lliga de la Justícia és un repartiment d'estrelles de personatges de superherois consolidats de la cartera de DC Comics. Aquests superherois solen operar de manera independent, però de tant en tant es reuneixen en equip per fer front a vilans especialment formidables. Això contrasta amb alguns altres equips de superherois com els X-Men, els personatges dels quals van ser creats específicament per formar part de l'equip, amb l'equip central per a la seva identitat. El repartiment de la Lliga de la Justícia sol comptar amb uns quants personatges molt populars que tenen els seus propis títols en solitari, com ara Superman, Batman i Wonder Woman, juntament amb una sèrie de personatges menys coneguts que es beneficien de l'exposició. La Lliga de la Justícia es va crear per augmentar els perfils i les vendes d'aquests personatges mitjançant la promoció creuada i va ajudar a desenvolupar l'Univers DC com un univers compartit, ja que és a través d'equips com la Lliga de la Justícia que els personatges de l'escenari interactuen regularment entre ells. Tant el nom del grup com els seus integrants han variat amb els anys. La formació original i més coneguda comprèn: Superman, Batman, Wonder Woman, Flash (Barry Allen), Green Lantern (Hal Jordan), Aquaman i Martian Manhunter. Lliga de la Justícia és una de les principals publicacions de l'editorial DC Comics.
Més enllà dels còmics, la Lliga de la Justícia s'ha adaptat a diversos programes de televisió, pel·lícules i videojocs.

## Origen
Encara que la lliga data la seva primera aparició en The Brave and the Bold númrto 28, quan un grapat d'herois es troben per aturar la invasió extraterrestre de Starr,realment La Lliga (o JLA, per les sigles en anglès) es va originar, segons s'explica en Justice League of America(vol. 1) núm. 9 (1962), quan la Terra va ser envaïda per un grup d'extraterrestres. Cada àlien posseïa una habilitat diferent. Aquests van atacar diferents punts del planeta, que van cridar l'atenció (individual) de Superman, Batman, Wonder Woman (Dona Meravella), Flash (Barry Allen), Llanterna Verda (Hal Jordan), Aquaman i Martian Manhunter (Detectiu Marcià),que es van unir contra aquesta nova amenaça alienígena. Després d'aquest fet, els extraterrestres van derrotar els superherois per separat, i aquests es van adonar que units podrien derrotar-los. Després de fer-ho, van decidir formar un grup estable que van anomenar Lliga de la Justícia.
Poc temps després, al grup s'hi va unir Green Arrow (Fletxa Verda). Durant la sèrie la formació va anar variant.

## Impacte cultural
La majoria dels personatges que apareixen als còmics de DC Comics estan ambientats en el mateix univers de ficció, conegut com a Univers DC. De tant en tant fan aparicions com a convidats als còmics en solitari dels altres personatges, i amb més regularitat en còmics d'equip com ara Justice League. Aquests encreuaments animen els lectors a comprar altres llibres al catàleg de DC Comics. Marvel Comics va copiar aquesta idea creant una sèrie d'equips de superherois propis, l'anàleg més proper són Els Venjadors, per tal de promoure i desenvolupar l'Univers Marvel. Molts lectors es van dedicar només a un d'aquests dos universos de còmics, ja que tots dos eren grans i no es superposaven; així, la comunitat de fans dels superherois va desenvolupar subcomunitats de devots de DC i Marvel.

## Premis
La sèrie original Justice League of America va guanyar dos Premis Alley el 1961 en les categories "Millor còmic" i "Millor grup d'herois d'aventures". El 1963, la sèrie va guanyar els premis a la "Història preferida" ("Crisis on Earth-One/Crisis on Earth-Two" de Justice League of America nº 21–22 de Gardner Fox i Mike Sekowsky) i "Tira que s'hauria de millorar". També hi va haver un premi específic per a la sèrie, "Artista Preferit de Justice League of America", que va guanyar Murphy Anderson.